# Чак Левел
Чарлс Алфред Чак Левел (енгл. Charles Alfred Leavell; Бермингхам, Алабама, САД, 28. април 1952) је амерички клавијатуриста. Од 1972. до 1976. био је члан групе Олман брадерс бенд. Од 1982. године свира са чувеном енглеском рок групом Ролингстонси, као члан пратеће поставе.